# Aeroport Internacional de Fujairah
L'Aeroport Internacional de Fujairah és l'aeroport principal a la part oriental dels Emirats Àrabs Units, a l'emirat de Fujairah.
Es va obrir el 1987 fiançat amb fons federals, i permet el desenvolupament comercial i turístic de l'emirat de Fujairah. Es troba a la capital de l'emirat, a menys d'1 km al sud-oest, a 152 metres sobre el nivell del mar, del qual està a menys de 4 km.
El seu codi IATA és FJR i el seu codi AFTN és OMFJ. Disposa únicament d'una pista i té capacitat per contenir 15 aparells encara que nomé un pot aterrar o enlairar-se al mateix temps. Té una terminal de passatgers i una de càrrega i funciona les 24 hores.